# Elisa Giordano

a Compétitions nationales et continentales officielles uniquement.

b Matchs officiels uniquement.
Elisa Giordano, née le 1er novembre 1990 à Mirano (Italie), est une joueuse internationale italienne de rugby à XV évoluant au poste de troisième ligne aile. Elle joue au Valsugana Padoue et est capitaine de la Squadra Azzurra.

## Biographie
Passée par le handball et le basket-ball, Elisa Giordano débute le rugby à XV à dix-neuf ans à Padoue, où elle fait ses études. Elle n'a jamais quitté le Valsugana Padoue. Deux ans plus tard, elle est sélectionnée en équipe d'Italie pour un test contre la France.[réf. nécessaire]
Elle fait partie de l'équipe qui qualifie l'Italie pour sa première Coupe du monde en 2017. Elle dispute également l'édition 2021.[réf. nécessaire]
En 2022, à la suite de la retraite de Manuela Furlan, elle devient capitaine de l'équipe d'Italie.
En août 2023, elle est convoquée pour disputer la deuxième division du WXV.
Début 2024, elle fait partie des joueuses mises sous contrat par la fédération italienne.

## Palmarès

### En club
- Vainqueur du Championnat d'Italie en 2015, 2016, 2017, 2022 et 2023.

### En rugby à sept
- Médaille d'argent à l'universiade d'été de 2013 (rugby à sept)